# Perlesta dakota
Perlesta dakota és una espècie d'insecte plecòpter pertanyent a la família dels pèrlids.

## Distribució geogràfica
Es troba a Nord-amèrica: Dakota del Nord i Dakota del Sud.